# Läufelfingen
Läufelfingen (toponimo tedesco) è un comune svizzero di 1 314 abitanti del Canton Basilea Campagna, nel distretto di Sissach.

## Monumenti e luoghi d'interesse

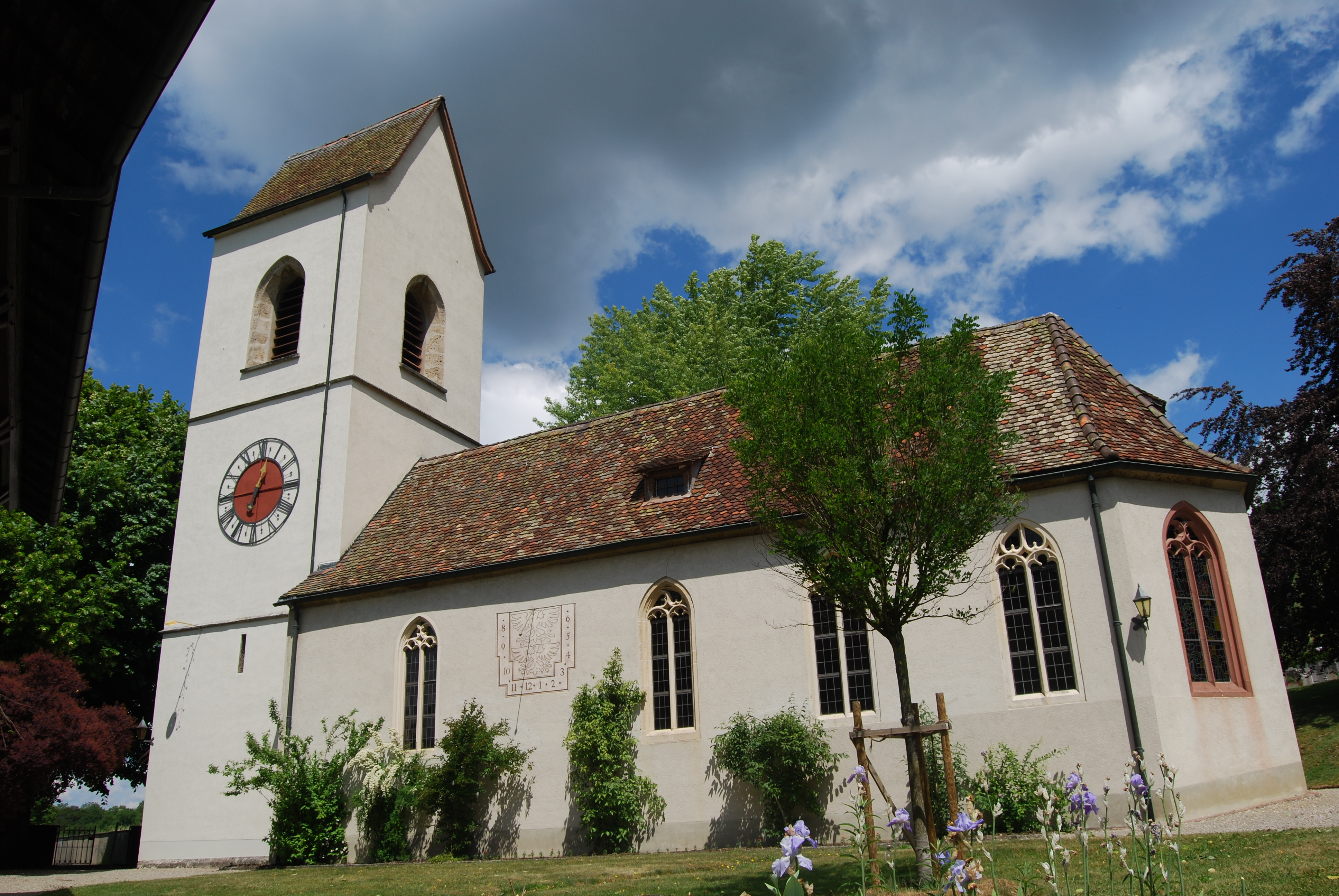
La chiesa riformata

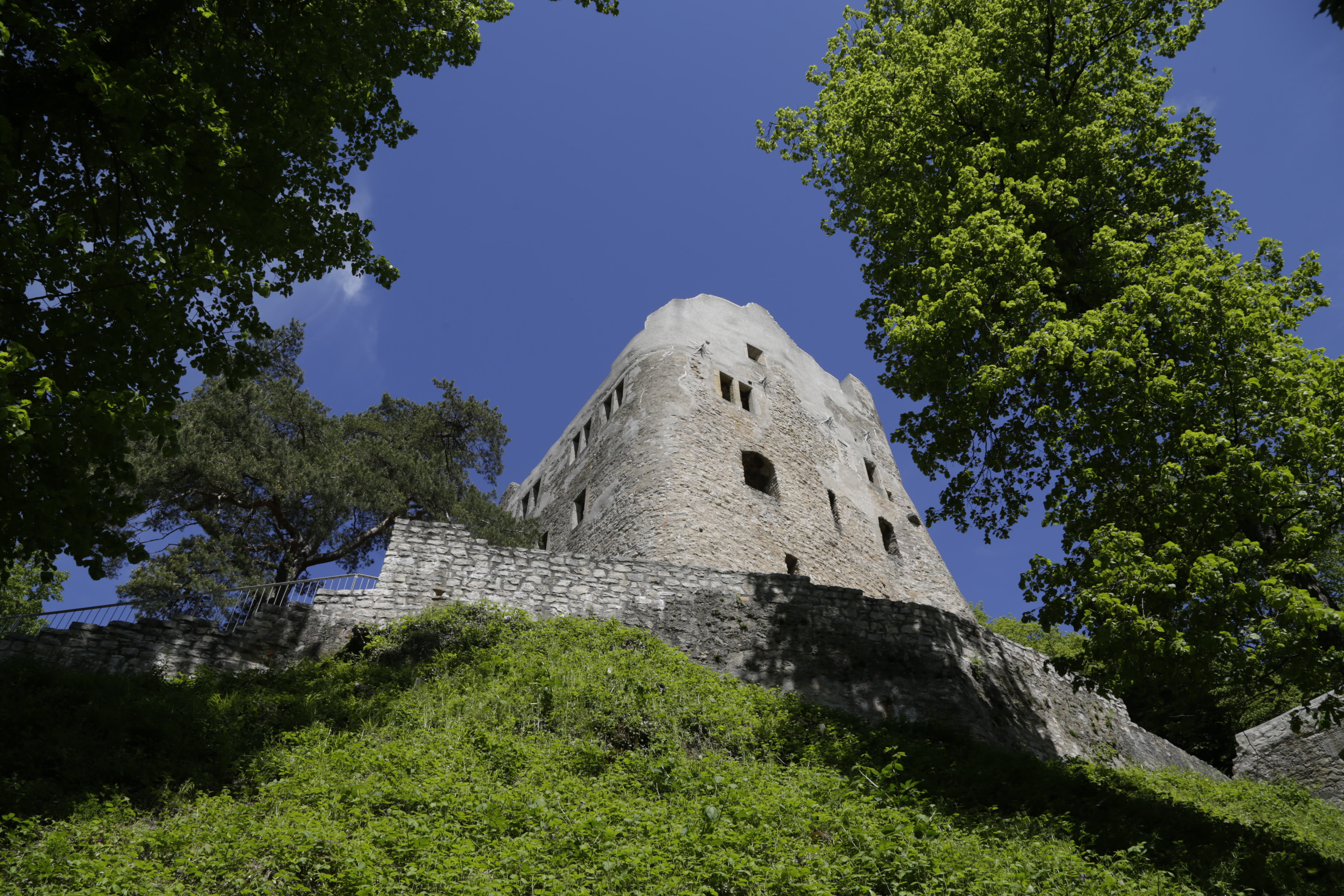
Le rovine del castello di Neu-Homberg

- Chiesa riformata (già dei Santi Pietro e Paolo), eretta nel X-XI secolo e ricosrtuita nel 1485[1];
- Rovine del castello di Neu-Homberg, eretto nel 1240 e ricosrtuito nel XX secolo[2].

## Società

### Evoluzione demografica
L'evoluzione demografica è riportata nella seguente tabella:
Abitanti censiti

## Infrastrutture e trasporti

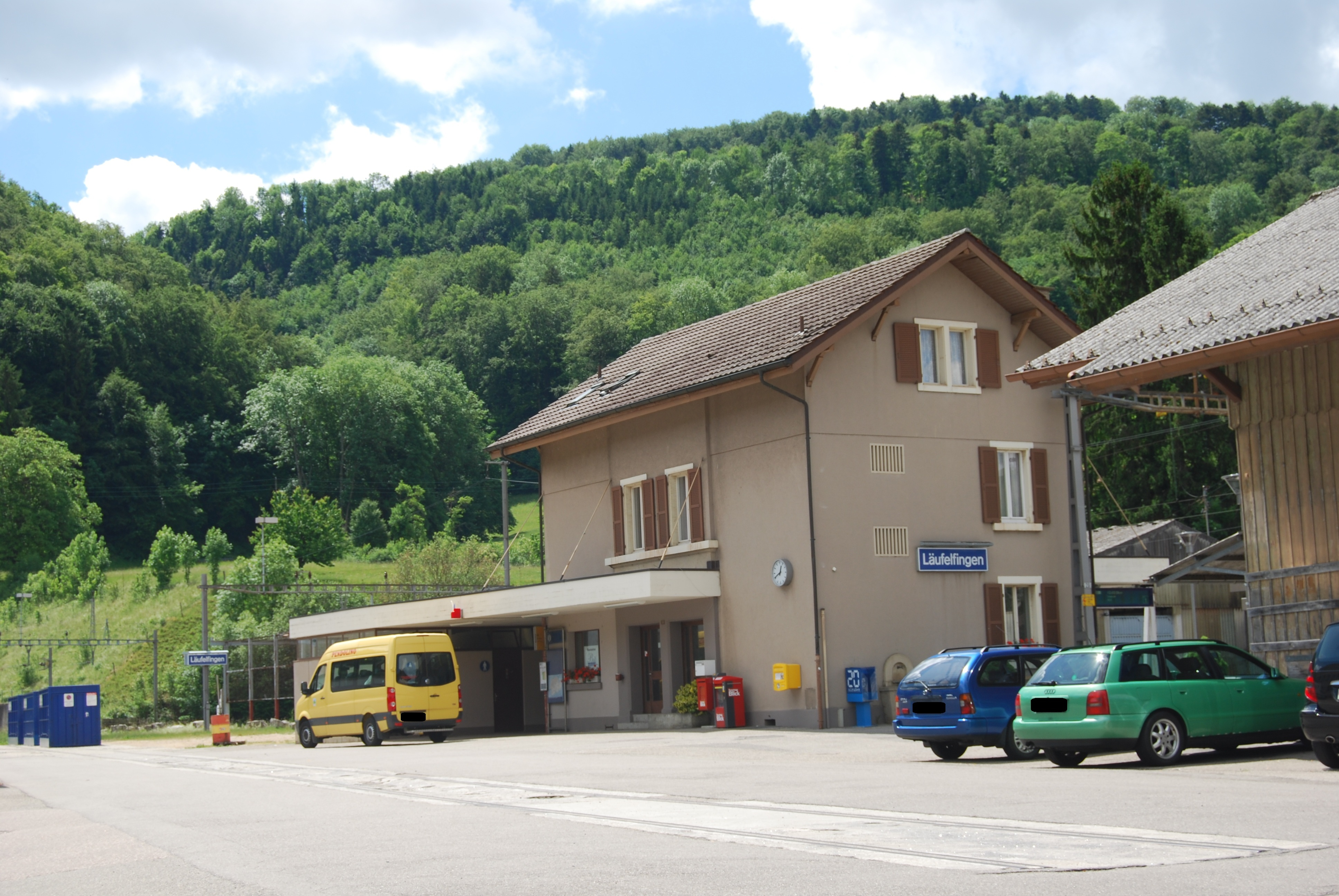
La stazione di Läufelfingen

Läufelfingen è servito dall'omonima stazione sulla ferrovia Basilea-Olten (linea S9 della rete celere di Basilea).

## Amministrazione
Ogni famiglia originaria del luogo fa parte del cosiddetto comune patriziale e ha la responsabilità della manutenzione di ogni bene ricadente all'interno dei confini del comune.